# Monastère de Zlatenac
Le monastère de Zlatenac (en serbe cyrillique : Манастир Златенац ; en serbe latin : Manastir Zlatenac) est un monastère orthodoxe serbe situé à Gložane, dans le district de Pomoravlje et dans la municipalité de Svilajnac en Serbie. Il est inscrit sur la liste des monuments culturels protégés de la république de Serbie (identifiant no SK 815),,.
Également connu sous le nom de monastère de Miljkov, son église est dédiée à saint Côme et saint Damien. Le monastère abrite aujourd'hui une communauté de religieuses.
Il fait partie des six monastères de la « Resavska Sveta gora », l'« Athos de la Resava ».

## Présentation

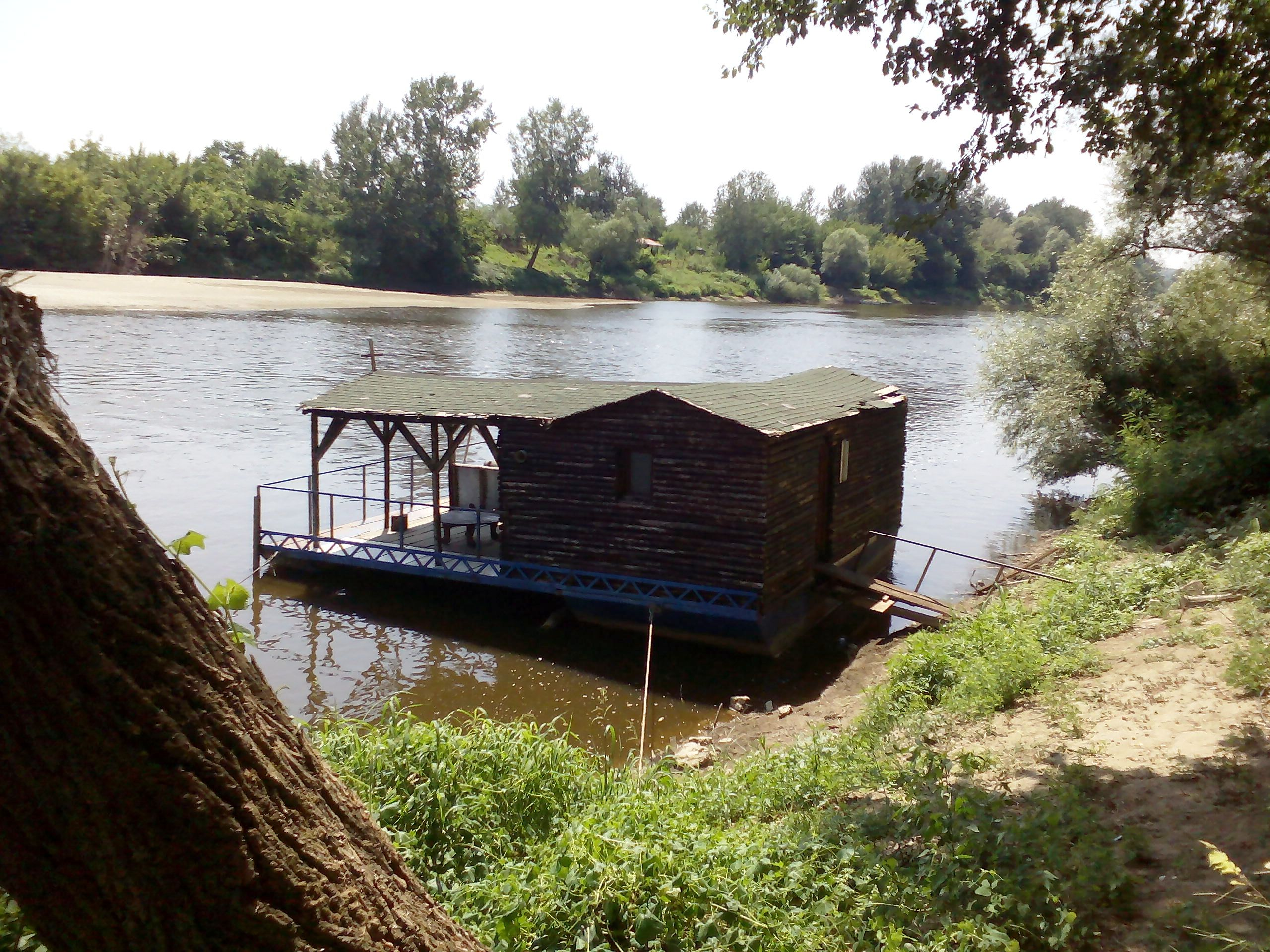
Le moulin sur la Morava

Le monastère se trouve sur la rive droite de la Velika Morava, à 5 km au sud-est du village de Gložane. Au bord de la rivière, un grand moulin en bois est encore en activité,.
Selon la tradition, le monastère a été fondé en 1427 par le despote Stefan Lazarević. Jusqu'en 1980, il était un métoque du monastère de Miljkovo ; cette année-là, il est devenu une institution religieuse indépendante.

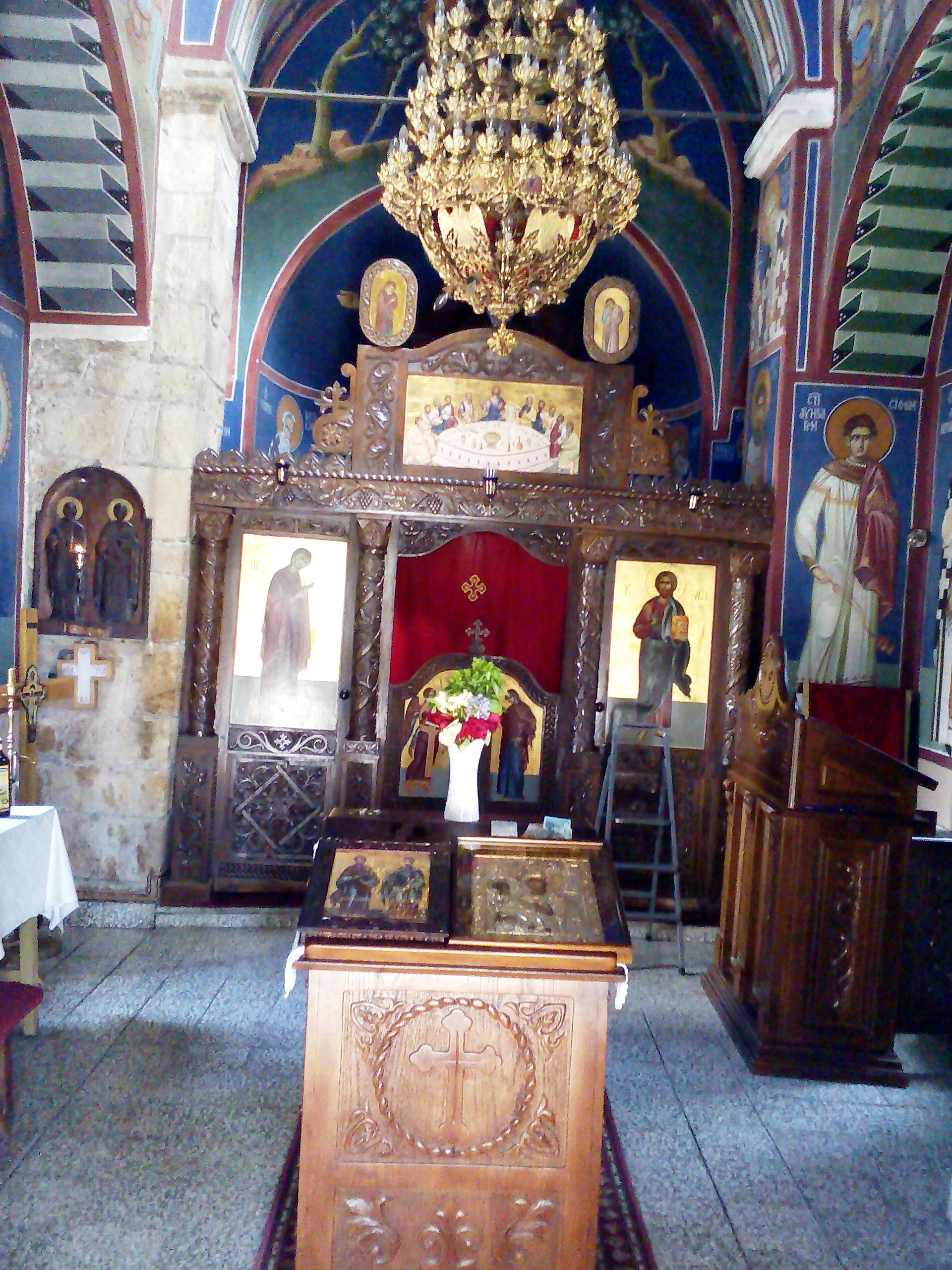
L'intérieur de l'église

L'église est de style moravien.